# Friedrich Eduard Keller

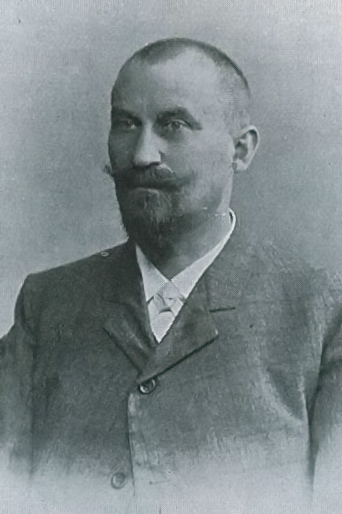
Friedrich Eduard Keller im Jahr 1912

Friedrich Eduard Keller (* 10. Juli 1859 in Berlin; † 7. August 1929 in Hain im Riesengebirge/Przesieka) war ein deutscher Schriftsteller und Pionier des Wassersports. Er ist der Verfasser des ersten deutschen Flussführers.

## Leben
Friedrich Eduard Keller wurde 1859 in Berlin geboren. Schon als Jugendlicher fuhr er 1874 zusammen mit seinen Brüdern eigene Ruderboote auf der Berliner Spree und Dahme und nahm 1880 an der „Ersten Berliner Ruderregatta“ in Grünau teil.
Keller heiratete 1886 und unternahm in den Jahren darauf zahlreiche Ruderreisen, darunter auch Erstbefahrungen bis dahin nicht touristisch erschlossener Flüsse, gemeinsam mit seiner Frau, was für die damalige Zeit äußerst ungewöhnlich und ein Verstoß gegen die gesellschaftlichen Regeln war. Die ersten weiblichen Ruderer gab es offiziell erst 1892. Die Hochzeitsreise des Paares im Sommer 1886 führte im gedeckten Einskuller über die Mecklenburgischen Großseen und die Müritz-Elde-Wasserstraße. Noch im gleichen Jahr folgte die gemeinsame Erstbefahrung der Stremme, 1888 die des Oberlaufs der Dosse, beides im Ruderboot, 1896 die der Dahme ab Krossen im Holzkanu.
1881 trat Keller in den seit einem Jahr bestehenden „Stralauer Segel-Verein“ (ab 1883 „Berliner Seglerverein“) ein, verließ ihn aber nach einigen Jahren wieder, da ihm mehr am Rudern lag. Am 31. August 1887 gründete Keller den „Verein der Touren-Ruderer Berlin“, dessen Bootshaus am Treptower Spreeufer unweit der S-Bahn-Brücke lag (Treptower Chaussee 17). 1912 ernannte man ihn zum Ehrenmitglied des Vereins.
Außerdem gehörte Keller 1909 dem Segelclub „Frithjof“ und der „Wettfahrtvereinigung Berliner Gigsegler“ an. Drei Jahre später wurde er Mitglied im ein Jahr zuvor gegründeten „Deutschen Kreuzer-Yacht-Verband“ und übernahm hier bis zum Zusammenschluss mit dem Deutschen Segler-Verband 1917 die Funktion des Kassenführers. Daraufhin wurde er 1917 als Beisitzer in den Vorstand des Deutschen Segler-Verbandes gewählt und bei seinem Ausscheiden zum Ehrenmitglied des Verbandes ernannt.
Gleichzeitig gehörte Keller dem „Bund Deutscher Wanderpaddler“ an, einem der vielen Paddelsportverbände damals in Deutschland, der sich 1929 dem Deutschen Kanu-Verband anschloss. 1919 bezeichnete er sich auch als Mitglied des Deutschen Kanuverbandes, 1925 jedoch nicht mehr. 1926 ist seine Erstbefahrung des Schwansees zwei Kilometer östlich von Jamlitz im Faltboot dokumentiert. Zu den Auszeichnungen, die er erhielt, zählt die Ehrenmitgliedschaft des „Vereins für Kanusport Berlin“ und die Ehrennadel und Ehrenflagge des Österreichischen Kajakverbandes.
Sein letztes Lebensjahr verlebte Keller mit seiner Frau bei seiner Tochter in Hain im Riesengebirge (heute Przesieka in der Woiwodschaft Niederschlesien in Polen), nachdem er viele Jahre in Berlin-Köpenick (Wendenschloß) gewohnt hatte; ihm waren durch die „überreiche Berufstätigkeit und die mit vieler Sorge und Mühe verknüpfte Arbeit am Ausbau des ‚Hip hip Hurra‘ … gesundheitlich in den letzten Jahren mancherlei Fesseln auferlegt“. Der an einem Augen- und Nervenleiden erkrankte Keller starb 1929, wenige Wochen nach seinem 70. Geburtstag. Sein Nachlass ging beim Kriegsende 1945 unter. Den „Verein der Touren-Ruderer“, 1937 noch im Bootshaus ansässig, verzeichnet das Amtsgericht Charlottenburg 1954 als aufgelöst. Sein Bootshaus im Treptower Park fiel dem Zweiten Weltkrieg zum Opfer.

## Schriftstellerisches Wirken
Kellers Leben fiel in die Zeit des aufblühenden Wassersports in Deutschland. In den 1870er bis 1890er Jahren entstanden im wasserreichen Berlin viele Ruder- und Segelvereine, deren Mitglieder am Sonnabendnachmittag und Sonntag Ausflüge in das von Theodor Fontane zur gleichen Zeit in seinen Wanderungen durch die Mark Brandenburg beschriebene Umland unternahmen.
Für seine Vereinskameraden verfasste Keller 1890 einen ersten Flussführer Wasserentfernungen, der als Richtschnur für Touren im Umland dienen sollte, denn „in keiner anderen deutschen Großstadt wird so leidenschaftlich gerudert und gesegelt wie in Berlin“. 1897 entstand daraus unter dem Titel Hip Hip Hurra! Führer für Ruderer, Segler und Dampferbesitzer auf den Gewässern Deutschlands der erste deutsche Wassersportführer.
Ab der 4. Auflage 1922 nur noch Hip Hip Hurra! Straube’s Führer für Wasser-Wanderer betitelt, erlebte das Werk bis 1929 sechs jedes Mal überarbeitete und erweiterte Auflagen; seinen Wert erhielt es daraus, dass Keller alle Wassersportarten berücksichtigte. Ab 1922 zeichnete der Führer ein vollständiges Bild der wassersportlich nutzbaren Gewässer Brandenburgs und Mecklenburgs, dazu kam im gleichen Jahr ein Teilband zu den anderen deutschen Stromgebieten (Ostpreußen, Oder, Elbe, Weser und Rhein). Der Flussführer „ist sowohl nach dem textlichen wie dem beigefügten Kartenmaterial nach das in seiner Art wohl vollkommenste, was der Öffentlichkeit im Laufe der Jahre übermittelt wurde“. Keller selbst bezeichnete Hip Hip Hurra! als seine Lebensarbeit. Die meisten Recherchen übernahm er selbst, „denn die Mitarbeit der Kanufahrer und des DKV als des größten deutschen Wassersportverbandes ist leider noch nicht so gewesen, wie es zu wünschen wäre“.
Einzelne Paddler und Ruderer schickten dennoch Fahrtberichte ein, u. a. der bei der Vereinigung Märkischer Wanderpaddler organisierte Rudolf Stelzer aus Berlin-Pankow und Otto Protzen. Keller unternahm selbst zahlreiche Kontrollfahrten, u. a. noch 1928 auf der Müritz-Elde-Wasserstraße, und überarbeitete die Texte entsprechend. Die so erreichte Genauigkeit sicherte dem Werk unter den Wassersportlern Berlins, Brandenburgs und Mecklenburgs eine weite Verbreitung.
Während sich der 1910 entstandene Führer für Wanderruderer und der erstmals 1927 erschienene Flussführer des Deutschen Kanuverbandes, das Deutsche Flusswanderbuch, auf Gewässerinformationen in Listenform konzentrieren, schrieb Keller Essays über die Gewässer, die neben wassersportlicher Genauigkeit auch Sehenswürdigkeiten, Landschaftseindrücke, Kulturgeschichte, Fontanes Wanderungen u. a. beleuchten. Mit dem Beschreiben zeitgeschichtlicher Details (Befahrungsregelungen, Grundeigentümer am Ufer, Stadtbilder vor der Kriegszerstörung usw.) zwischen 1900 und 1930 bildet Hip Hip Hurra! ein Zeitdokument aus der Frühzeit des deutschen Wassersports.
Bis Mitte der 1950er Jahre bildete Hip Hip Hurra!, obwohl es schon seit 1952 das Wasserwanderbuch der DDR gab, die Grundlage für Artikel der Zeitschrift Der Kanu-Sport. Noch 1977 listete Herbert Rittlinger das Werk in seiner Neuen Schule des Kanusports als relevant für den Wassersport auf.
Neben diesem Führer schrieb Keller zahlreiche Artikel für die deutschen Wassersportzeitschriften Fluss und Zelt, Kanusport und Wassersport. Alleiniges amtliches Organ des Deutschen Ruderverbandes.

## Werke
- Straube’s Wanderruderführer Hip Hip Hurra! Führer für Ruderer, Segler und Dampferbesitzer auf den Gewässern Deutschlands. Geographisches Institut und Landkarten-Verlag Jul. Straube, Berlin 1897.
- Straube’s Wanderruderführer Hip Hip Hurra! Wegweiser für Ruderer, Segler, Motor- und Dampfbootfahrer auf den märkischen, mecklenburgischen und angrenzenden Gewässern. 2. Auflage. Geographisches Institut und Landkarten-Verlag Jul. Straube, Berlin 1909.
- Straube’s Hip Hip Hurra! Führer für Wasser-Wanderer auf den Wasserstraßen zwischen Elbe und Weichsel. 3. Auflage. Geographisches Institut und Landkarten-Verlag Jul. Straube, Berlin 1919.
- 50 Wasser-Wanderfahrten im Gebiete der Elbe und Oder. Geographisches Institut und Landkarten-Verlag Jul. Straube, Berlin 1921.
- Hip Hip Hurra! Straube’s Führer für Wasser-Wanderer. 4. Auflage, Geographisches Institut und Landkarten-Verlag Jul. Straube, Berlin 1922 (Zwei Bände: „Auf den Wasserstraßen zwischen Elbe und Weichsel“ und „Auf den Wasserstraßen Deutschlands“)
- Hip Hip Hurra! Straube’s Führer für Wasser-Wanderer 5. Auflage. Geographisches Institut und Landkarten-Verlag Jul. Straube, Berlin 1925 (Zwei Bände: 1. Teil: „Märkische und Mecklenburgische Gewässer nebst Anhang: Fahrtanweisungen für Faltbootgewässer in der Mark Brandenburg“ sowie 2. Teil über das restliche Deutschland (ohne besonderen Titel))
- Hip Hip Hurra! Straube’s Führer für Wasser-Wanderer. 1. Teil: Brandenburg und Oder. 2. Teil: Mecklenburg. (Zwei Bände) Geographisches Institut und Landkarten-Verlag Jul. Straube, Berlin 1929.